# 이우상
이우상(李瑀祥)은 조선 후기의 학자이다. 본관은 여강(驪江)이며 경주부 출신이다.

## 생애
자는 우옥(禹玉), 호(號)는 희암(希庵)이며 본관은 여강(驪江)이다. 농재 이언괄(李彦适)의 후손으로 1801년 경주부에서 출생하였다. 이정열(李鼎說)의 둘째 아들로 출생했으나, 두 살 위의 형 이종상(李鍾祥)이 백부 이정약(李鼎若)에게 출계하여 집안의 장자가 되었다. 어머니는 영양남씨로 사간원정언을 지낸 남경희(南景羲)의 차녀이다.
향시에 여러차례 급제하였으나 상경만 하면 불리하여 끝내 급제하지 못했다. 이후 과거는 포기하고 여러 문집의 글을 감수, 교정하였다. 청도 운강고택 만화정(萬花亭)에는 형 이종상과 함께 편액을 남겼으며, 보물로 지정된 경주 향교 대성전에도 기문을 남겼다. 류후조(柳厚祚), 홍순목(洪淳睦), 한계원(韓啓源), 조두순(趙斗淳) 등과 교유하였으며, 경주향교의 장의를 역임하였다. 자봉집(紫峯集) 등에는 그가 죽은 뒤 세상에 쓰지이 못함을 슬퍼한 제문이 남아있다. 1877년에 죽었다. 저서로는 희암문집(希庵文集)이 있다.

## 가족
- 고조(高祖)
  - 이덕문(李德聞)
- 증조(曾祖)
  - 생원(生員) 이돈항(李敦恒)
- 조부(祖父)
  - 생원(生員) 이헌석(李憲錫)
- 선고(先考)
  - 통덕랑(通德郞) 이정열(李鼎說)
- 형제(兄弟)
  - 강원도도사 증사헌부대사헌(江原道都事 贈司憲府大司憲) 이종상(李鍾祥)
  - 이구상(李玖祥)
  - 진사(進士) 이호상(李琥祥)
  - 이희상(李睎祥)

## 같이 보기
- 경주향교 대성전 - 이우상(李瑀祥)의 기문(記文)이 남아 있다.

## 참고 문헌
- 희암문집(希庵文集)
- 여주이씨족보(驪州李氏族譜)